# Kreis des Eisenbergs
| Basisdaten (Stand 1942) | Basisdaten (Stand 1942) |
| ----------------------- | ----------------------- |
| Preußische Provinz      | Hessen-Nassau           |
| Regierungsbezirk        | Kassel                  |
| Verwaltungssitz         | Korbach                 |
| Fläche                  | 302 km² (1910)          |
| Einwohner               | 24.491 (1939)           |
| Gemeinden               | 47 (1942)               |

Der Kreis des Eisenbergs, benannt nach dem Eisenberg, war ein deutscher Landkreis, der von 1850 bis 1942 bestand. Die Kreisverwaltung befand sich in Korbach. Das ehemalige Kreisgebiet gehört heute zum Landkreis Waldeck-Frankenberg in Hessen.

## Geschichte
Der Kreis des Eisenbergs wurde am 27. April 1850 im Fürstentum Waldeck gegründet. Am 1. April 1929 wurde der Kreis im Rahmen der Auflösung des Landes Waldeck in die preußische Provinz Hessen-Nassau umgegliedert. Dabei fielen die Gemeinden Deisfeld, Eimelrod, Hemmighausen und Höringhausen des Landkreises Frankenberg an den Kreis des Eisenbergs. Diese Gemeinden hatten bis dahin zwei preußische Enklaven innerhalb von Waldeck gebildet.
Der Kreis des Eisenbergs sollte zum 1. April 1934 mit dem Kreis der Eder zu einem neuen Landkreis Korbach zusammengeschlossen werden, allerdings wurde dies nicht verwirklicht.
Am 1. Februar 1942 wurde der Kreis mit dem Kreis der Eder und dem Kreis der Twiste zum neuen Landkreis Waldeck vereinigt.

## Einwohnerentwicklung
| Jahr | Einwohner | Quelle |
| ---- | --------- | ------ |
| 1900 | 17.593    | [ 1 ]  |
| 1910 | 19.567    | [ 1 ]  |
| 1925 | 21.549    | [ 2 ]  |
| 1933 | 24.109    | [ 2 ]  |
| 1939 | 24.491    | [ 2 ]  |

## Landräte
- 1850 Adolf Giesecken
- 1869 Werner Schotte
- 1873 Carl Giesecken
- 1891 Hermann Engelhard
- 1897 Fritz Waldschmidt
- 1906 Ernst Klapp
- 1937 Gert Kloeppel

## Historische Zuständigkeiten
- Justiz (1894 u. 1927): Amtsgericht Korbach, Landgericht Kassel, Oberlandesgericht Kassel
- Finanzamt (1927): Finanzamt Corbach, Landesfinanzamt Cassel
- NS-Gau (1933–1945): Kurhessen
- Militär (1885): XI. Armeekorps
- Ev. Kirche (1939): Evangelische Kirche von Kurhessen-Waldeck
- Kath. Kirche (1939): Erzbistum Paderborn

## Gemeinden

### 1910
Zum 1. Dezember 1910 lebten im Kreis des Eisenbergs 19.567 Personen in 43 Gemeinden.
| Gemeinden | Gemeinden         | 19.567        |
| #         | Gemeinde          | Einwohnerzahl |
| --------- | ----------------- | ------------- |
| 01        | Korbach           | 4.424         |
| 02        | Adorf             | 1.112         |
| 03        | Goddelsheim       | 1.020         |
| 04        | Usseln            | 0.783         |
| 05        | Sachsenberg       | 0.763         |
| 06        | Berndorf          | 0.733         |
| 07        | Willingen         | 0.732         |
| 08        | Meineringhausen   | 0.547         |
| 09        | Mühlhausen        | 0.529         |
| 10        | Rhenegge          | 0.522         |
| 11        | Wirmighausen      | 0.498         |
| 12        | Münden            | 0.466         |
| 13        | Flechtdorf        | 0.419         |
| 14        | Eppe              | 0.398         |
| 15        | Neukirchen        | 0.385         |
| 16        | Schwalefeld       | 0.373         |
| 17        | Rhena             | 0.365         |
| 18        | Rattlar           | 0.339         |
| 19        | Fürstenberg       | 0.335         |
| 20        | Stormbruch        | 0.300         |
| 21        | Immighausen       | 0.281         |
| 22        | Heringhausen      | 0.272         |
| 23        | Giebringhausen    | 0.247         |
| 24        | Lengefeld         | 0.246         |
| 25        | Nieder-Ense       | 0.238         |
| 26        | Lelbach           | 0.232         |
| 27        | Nordenbeck        | 0.229         |
| 28        | Rhadern           | 0.224         |
| 29        | Sudeck            | 0.210         |
| 30        | Hillershausen     | 0.207         |
| 31        | Strothe           | 0.204         |
| 32        | Ottlar            | 0.191         |
| 33        | Helmscheid        | 0.179         |
| 34        | Schweinsbühl      | 0.175         |
| 35        | Bömighausen       | 0.170         |
| 36        | Benkhausen        | 0.169         |
| 36        | Ober-Ense         | 0.169         |
| 38        | Nieder-Schleidern | 0.168         |
| 39        | Dalwigksthal      | 0.166         |
| 40        | Goldhausen        | 0.158         |
| 41        | Welleringhausen   | 0.140         |
| 42        | Neerdar           | 0.136         |
| 43        | Alleringhausen    | 0.113         |

### Letzter Gebietsstand
Der Kreis des Eisenbergs umfasste zuletzt 47 Gemeinden, von denen drei das Stadtrecht besaßen:
| - Adorf - Alleringhausen - Benkhausen - Berndorf - Bömighausen - Dalwigksthal - Deisfeld (ab 1929) - Eimelrod (ab 1929) - Eppe - Flechtdorf - Fürstenberg, Stadt - Giebringhausen | - Goddelsheim - Goldhausen - Helmscheid - Hemmighausen (ab 1929) - Heringhausen - Hillershausen - Höringhausen (ab 1929) - Immighausen - Korbach, Stadt - Lelbach - Lengefeld - Meineringhausen | - Mühlhausen - Münden - Neerdar - Neukirchen - Nieder-Ense - Nieder-Schleidern - Nordenbeck - Ober-Ense - Ottlar - Rattlar - Rhadern - Rhena | - Rhenegge - Sachsenberg, Stadt - Schwalefeld - Schweinsbühl - Stormbruch - Strothe - Sudeck - Usseln - Welleringhausen - Willingen - Wirmighausen |